# Ругелах
Ругелах (їд. רוגעלך та івр. רוגלך) — єврейська випічка, ашкеназького походження. Ця страва дуже популярна в Ізраїлі та зазвичай зустрічається у більшості кав'ярень і пекарень. Ругелах також є популярним частуванням серед американських і європейських євреїв.
Традиційні ругелах робляться у формі півмісяця шляхом обгортання трикутного шматка тіста навколо начинки. Деякі джерела стверджують, що ругелах і французький круасан мають спільного віденського пращура — випічку у формі півмісяця на честь зняття турецької облоги, ймовірно, маючи на увазі Віденську битву 1683 року. Однак схоже, що це просто міська легенда, оскільки й ругелах, і їх гіпотетичний пращур, кіпферлі, датуються раніше раннього нового періоду історії, причому круасан у своїй сучасній формі з'явився не раніше XIX століття. Через це багато хто вважає, що круасан або є нащадком ругелах, або походить від кіпферлі.
Альтернативна форма ругелах готується здебільшого як струдель або горіховий рулет. Але на відміну від їх приготування, для ругелах скручене тісто з начинкою нарізається на скибки до випікання.

## Етимологія
Слово «ругелах» — з їдишу, єврейської мови Східної Європи. Закінчення -ах (ך) означає множину. Суфікс -ел (ל) може бути зменшувальним. Наприклад, штетлех (їд. שטעטלעך, містечка) — множина від штетл (їд. שטעטל, містечко), зменшувальної форми штот (їд. שטאָט, місто). В цьому випадку корінь слова означає щось на кшталт «крутити». Тому слово можна перекласти як «крученички», що вказує на форму цього печива.

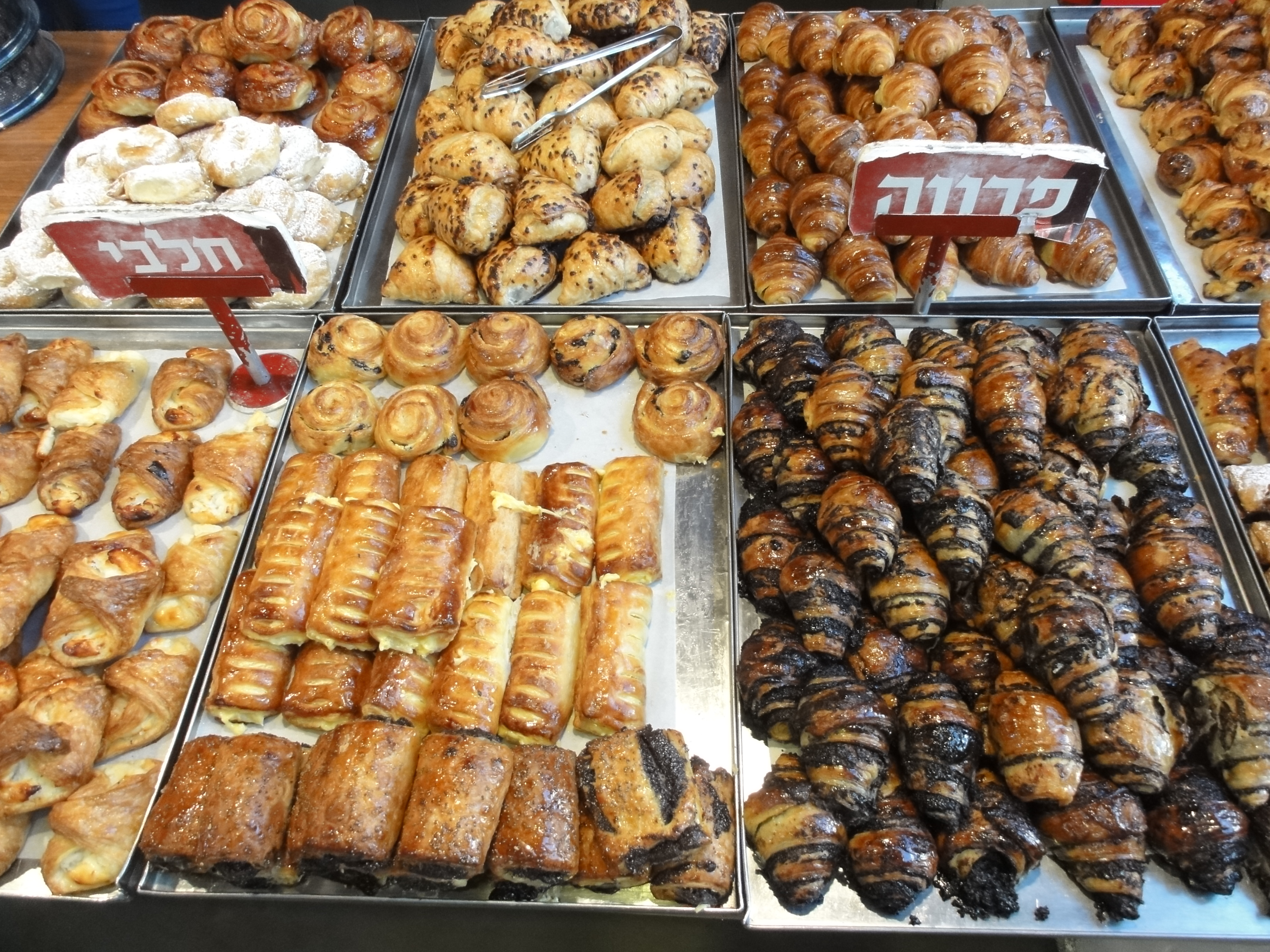
Ругелах та інша ізраїльська випічка

В цьому контексті слід також зазначити, що рог (їд. ראָג) означає «кут». У слов'янських мовах, які значно вплинули на формування їдишу (а також зазнали його впливу), слова «ріг», «рог» означають кут, тваринний ріг, музичний ріг тощо. Тому привертає увагу схожість звучання слів «ругелах» і «рогалик» (також пол. rogal, чеськ. rohlík), враховуючи, що останній має вигляд круасану у формі рогу.
Інша думка полягає в тому, що коренем є ругел, що означає «королівський» і, можливо, вказує на смак. Це пояснення, щоправда, суперечить практиці використання слів у мові їдиш, де домінуючим для значення «королівський» є слово «кенігліх» (їд. קעניגליךּ).
Зрештою, в сучасному івриті, така страва відома як рогл́іт (івр. רוֹגְלִית), постбіблійне слово, що означає «висячі лози», хоча слово ругелах (івр. רוגלך) досі широко використовується в івриті. Слово ругелах у мові їдиш, напевно, з'явилось раніше. А слово в івриті, ймовірно, є неологізмом, обраним з огляду на його подібність до слова в їдиш.

## Інгредієнти

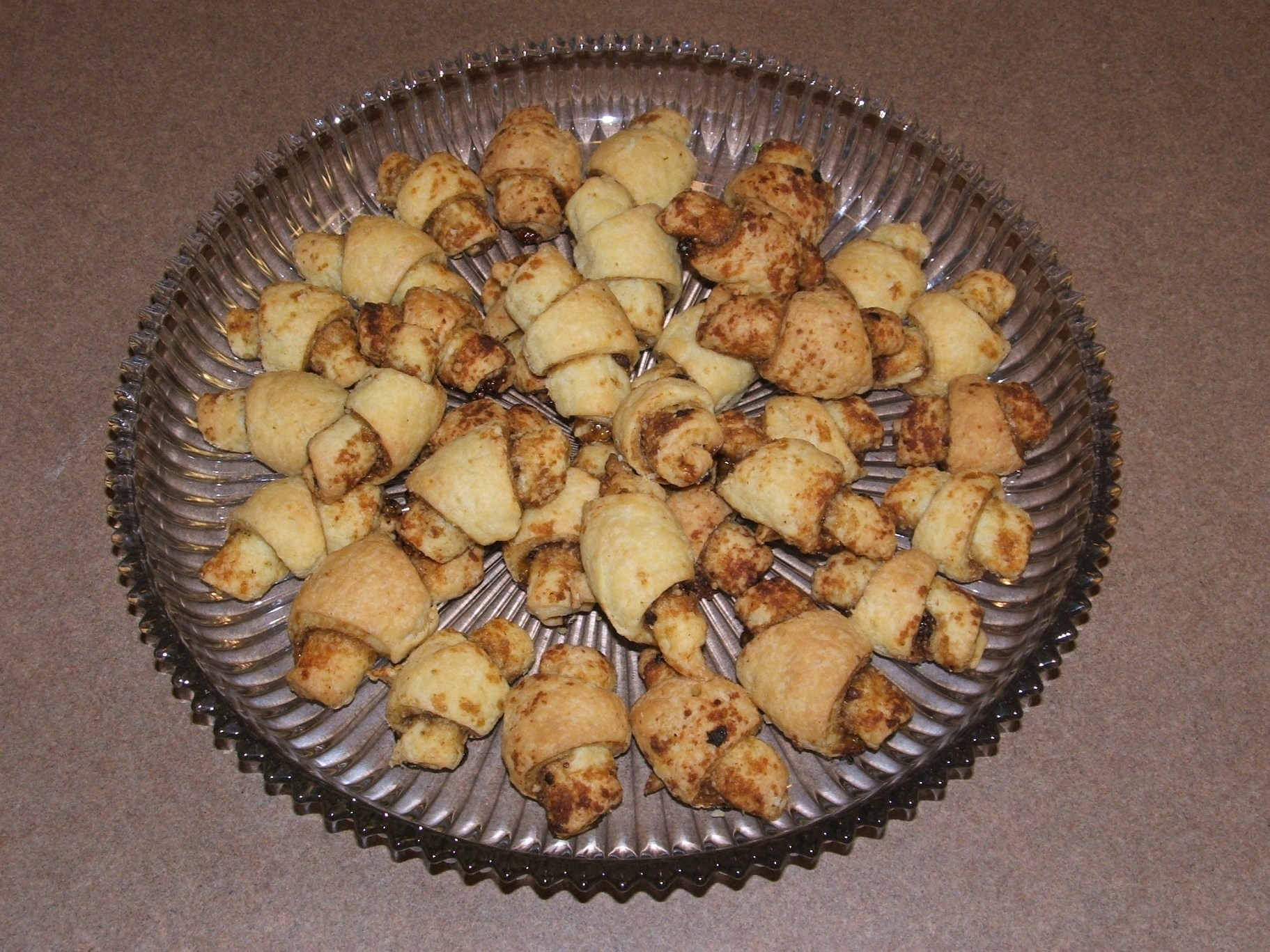
Ругелах у формі напівмісяця

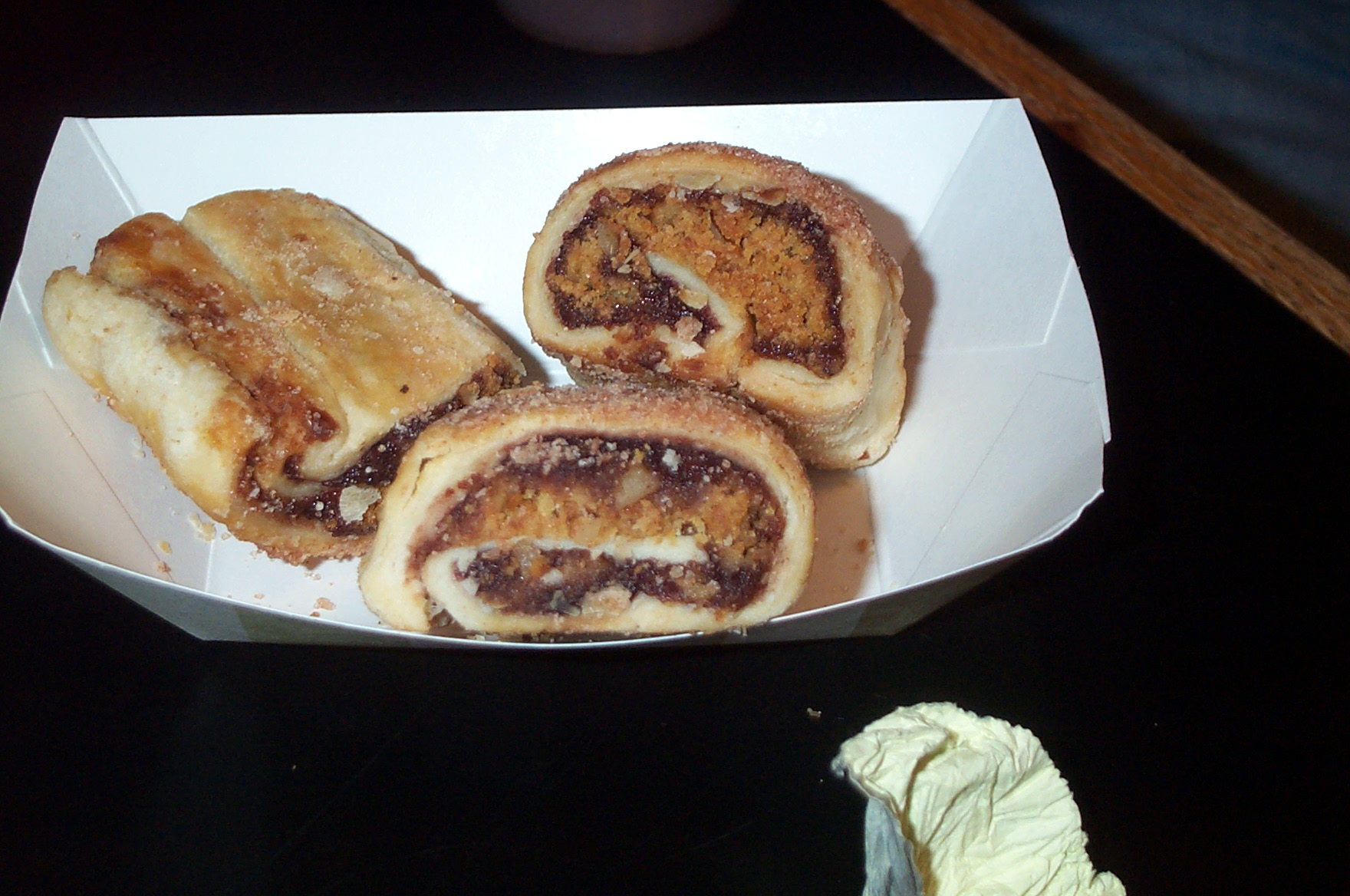
Розрізаний ругелах

Ругелах можна приготувати з тіста на сметані або вершковому сирі. Але також є пареве різновиди, що не містять молочних інгредієнтів, і, таким чином, їх можна їсти разом з або після м'ясних страв, не порушуючи кашруту. Тісто з вершковим сиром є найбільш новим, ймовірно, американським нововведенням, в той час, як тісто на сметані та дріжджове тісто набагато старші.
Різноманітна начинка, що загортається всередину, може включати родзинки, волоський горіх, корицю, шоколад, марципан, насіння маку або фруктове варення.
Ругелах дуже нагадують равликів, єврейську випічку, поширену в Східній Європі (Польща, Україна, Росія). Равлики в основному робляться з тіста на вершковому сирі, яке згортається у циліндр і нарізається, утворюючи пласкі спіралі, в той час, як ругелах готуються з окремих трикутників тіста та згортаються у форму півмісяця. Останніми роками кухарі винайшли пікантні версії цієї випічки з начинкою з курятини й смальцю або лососю й сиру бурсен.